# Jocelyn Burdick
Jocelyn Louise Burdick, née Birch le 6 février 1922 à Fargo (Dakota du Nord) et morte le 26 décembre 2019 dans la même ville, est une femme politique américaine membre du Parti démocrate et sénatrice du Dakota du Nord en 1992. Elle est la première femme de cet État à accéder à cette fonction.

## Biographie

### Origines et études
Née à Fargo, dans le Dakota du Nord, elle la fille de Magdalena Towers (Carpenter) et d'Albert Birch. Son arrière-grand-mère était la féministe et  abolitionniste Matilda Joslyn Gage. Elle est aussi la petite-nièce, par alliance, de L. Frank Baum, l'auteur du Magicien d'Oz, qui était marié à sa grand-tante, Maud Gage Baum (en). Elle effectue ses études au Principia College (en) et à l'université Northwestern.

### Carrière professionnelle et engagements
Après avoir obtenu son diplôme, elle retourne à Fargo pour travailler à la radio KVOX-FM (en),. Engagée aux côtés de son mari, l'homme politique Quentin N. Burdick, elle fait partie de la délégation officielle des États-Unis invitée en URSS en 1978 et est administratrice du Lake Agassiz Arts Council. Au début des années 1980, elle participe à la fondation de Democratic Women Plus. En 1989, elle enregistre des messages d'intérêt public contre l'alcool au volant et la consommation de drogues.

### Carrière politique
À la mort de son mari en septembre 1992, elle est nommée par le gouverneur George A. Sinner (en) pour occuper son siège de sénateur jusqu'à l'organisation d'une élection spéciale, lors de laquelle elle n'est pas candidate. Au cours de son bref mandat, elle soutient la législation sur l'équité salariale et les droits des femmes. Kent Conrad lui succède en décembre et elle retourne à Fargo.
Jocelyn Burdick est la première femme du Dakota du Nord à devenir parlementaire du Congrès américain, Sénat et Chambre des représentants confondus. À Fargo, elle continue de s'impliquer en politique. Le 6 avril 2019, après la mort d'Ernest Hollings, elle devient la doyenne des anciens sénateurs des États-Unis.

## Vie privée
Elle est une fervente adepte de la Science chrétienne. Son premier mari est Kenneth Peterson, avec qui elle a deux enfants. Il meurt en 1958 d'une crise cardiaque. Deux ans plus tard, elle épouse Quentin N. Burdick. Ils ont un fils, Gage, mort en 1978 lors d'un accident. Elle meurt le 26 décembre 2019, âgée de 97 ans.